# مارلين روبنسون
مارلين روبنسون (بالإنجليزية: Marilynne Robinson) (مواليد 26 نوفمبر 1943) روائية أمريكية. حازت روايتها «التدبير المنزلي» Housekeeping في 1980 على جائزة بين الأدبية من مؤسسة همنغواي "Hemingway Foundation/PEN Award" كأول رواية أولى. كما رشحت لجائزة بلتزر للأدب القصصي. روايتها الثانية «جلعاد» Gilead والتي نشرت في 2004 فازت بجائزة بلتزر في الأدب القصصي في 2005 إضافةً إلى جائزة دائرة نقاد الكتاب الوطنية "NBCC" في 2004 بالولايات المتحدة وكذلك جائزة أمباسدور للكتاب في 2005 وجائزة بارك كيونغ-ني سنة 2013.
روايتها الثالثة «هوم» أو «بيتنا» أو «في منزلنا» Home التي صدرت في 2008 حازت على إحدى جوائز جريدة لوس أنجليس تايمز للكتاب في 2008، إضافةً لجائزة أورانج للأداب في 2009. وكانت من أبرز المرشحين النهائيين لنيل جائزة الكتاب القومي "National Book Award" في أمريكا.
قامت بالقاء مجموعة من محاضرات تيري في جامعة يايل شملت سلسلة من النقاشات تحت عنوان: «غياب العقل: من باطن تبديد أسطورة الحديث عن الذات» (بالإنجليزية: Absence of Mind: The Dispelling of Inwardness from the Modern Myth of the Self.)

## روابط خارجية
- مارلين روبنسون على موقع IMDb (الإنجليزية)
- مارلين روبنسون على موقع الموسوعة البريطانية (الإنجليزية)
- مارلين روبنسون على موقع مونزينجر (الألمانية)
- مارلين روبنسون على موقع إن إن دي بي (الإنجليزية)
- مارلين روبنسون على موقع قاعدة بيانات الفيلم (الإنجليزية)